# Éditions Scribner
Pour les articles homonymes, voir Scribner (homonymie).
Charles Scribner’s Sons ou Scribner — en français, les éditions Scribner — est une maison d’édition américaine fondée en 1846 à New York, connue notamment pour avoir été l'éditeur du Scribner's Magazine (1887-1939). Rachetée en 1984, elle est désormais une marque du groupe Cengage Learning.

## Origines et développement
La maison Scribner est fondée en 1846 par Charles Scribner, un New-Yorkais de 25 ans diplômé de l’université de Princeton, et par Isaac Baker.
De grands noms de la littérature anglo-saxonne font leurs premières armes grâce au Scribner's Magazine, tels que Francis Scott Fitzgerald, Ernest Hemingway, Edith Wharton, Thomas Wolfe, Henry James, Marjorie Kinnan Rawlings ou Ring Lardner.

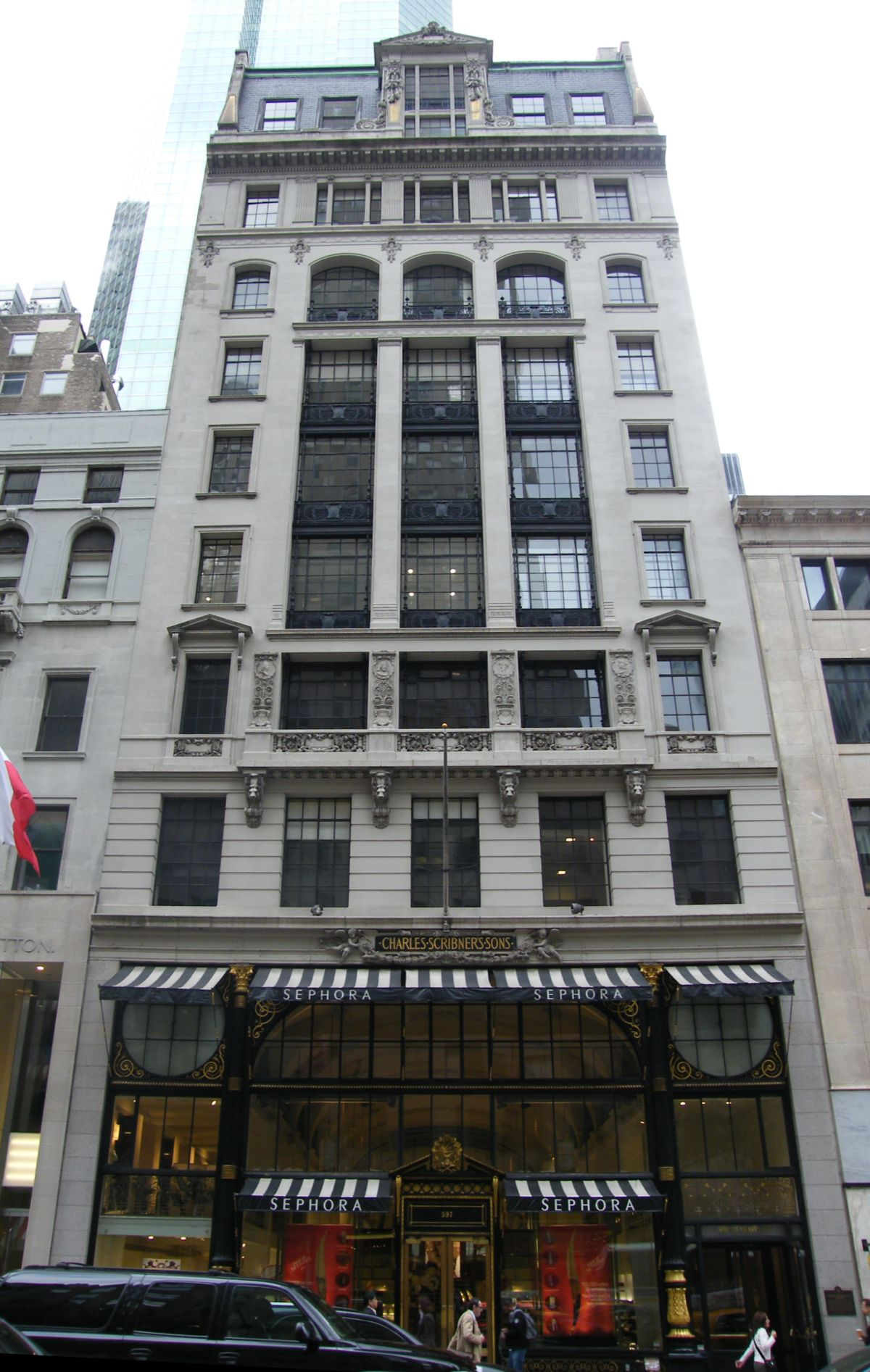
Le Charles Scribner's Sons Building, au no 597 de la Cinquième Avenue (Manhattan), terminé en 1913, abritait la librairie Scribner. Il a été inscrit au Registre national des lieux historiques en 1981.

À l’époque, les maisons d’édition étaient rares, car c’était habituellement les imprimeurs ou les libraires qui se lançaient eux-mêmes dans l'édition des livres. Ceux-ci se sont concentrés sur de nouveaux auteurs. Dans leur catalogue d'origine, on trouve un nombre important de traités de théologie et de livres d’histoire.
Isaac Baker meurt quatre ans après la fondation, en 1850, et Charles Scribner reprend la direction de la maison. La compagnie grandit et lance en 1856 son premier magazine, Hours at Home. En 1870 son nom et son statut changent pour Scribner & Company. Charles Scribner meurt peu après, en 1871 ; la direction passe à son fils aîné, John Blair Scribner.
Deux ans plus tard commene la publication d'un périodique pour enfants qui devint célèbre aux États-Unis, le St. Nicholas Magazine, édité par Mary Mapes Dodge.
Au cours des années suivantes, la publication d'auteurs à succès et de dictionnaires de littérature américaine faisant référence permet à Scribner & Company (devenue Charles Scribner’s Sons) d'acquérir une position centrale sur le marché de la nouvelle littérature américaine.
La société est ensuite dirigée par Charles Scribner II, Charles Scribner III, et, juste après la Seconde Guerre mondiale, par Charles Scribner IV.
En 1978, elle fusionne avec Atheneum et prend le nom de Scribner Book Companies. En 1984, le groupe est racheté par Macmillan et cesse d'être indépendant : les années qui suivent voient son morcellement. En 1994, Simon & Schuster rachète en effet une partie du catalogue, diffusé désormais sous la marque Scribner. En 1999, la partie référence du catalogue est acquise par le groupe Thomson Gale (Cengage Learning).

## Bâtiments emblématiques de la Cinquième Avenue à Manhattan
La maison d'édition est située dans deux immeubles principaux de la Cinquième Avenue (Manhattan) au numéros 155 (le Scribner Building) et 597 (le Charles Scribner's Sons Building).
Le Scribner Building est inscrit au registre national des lieux historiques en 1980,,.
L'immeuble du 597 l'a été en 1981.

## Dirigeants successifs
- 1846-1871 : Charles Scribner I (1821-1871)[4]
- 1871-1879 : John Blair Scribner (en) (1850-1879)
- 1879-1930 : Charles Scribner II (en) (1854-1930)[5]
- vers 1900 : Arthur Hawley Scribner (en) (1859-1932)
- 1932-1952 : Charles Scribner III (en) (1890-1952)
- 1952-1984 : Charles Scribner IV (en) (1921-1995)[6],[7]

## Auteurs connus

### À l'époque de Charles Scribner II
- Edith Wharton
- Henry James

### À l'époque de Charles Scribner's Sons
- Ernest Hemingway
- Marjorie Kinnan Rawlings
- Ring Lardner
- Thomas Wolfe
- Reinhold Niebuhr
- Susanne Langer

### À l'époque de Maxwell Perkins et John Hall Wheelock
- F. Scott Fitzgerald
- Thomas Wolfe
- Ernest Hemingway
- Ring Lardner
- Erskine Caldwell
- S.S. Van Dine
- James Jones
- Alan Paton

### À l'époque de Simon and Schuster
- Annie Proulx
- Andrew Solomon
- Anthony Doerr
- Don DeLillo
- Frank McCourt
- Stephen King (1998–present for new releases; 2016–present for re-releases in US/Canada)[8]
- Jeanette Walls